# 우드무르트인
우드무르트인(Удмуртъёс, Udmurt)은 러시아의 동유럽 평원에 사는 핀족 계통의 민족이다. 오늘날 러시아의 우드무르트 공화국에 주로 거주하며, 인구 수는 약 64만 명 정도이다. 역사적으로 우랄어족의 페름어파에 속하는 우드무르트어를 사용했으며, 같은 페름 계통 민족인 코미인과도 가까운 관계이다.
오래 전에는 특유의 샤머니즘과 유사한 원시종교를 믿었던 것으로 보이나 오늘날에는 대부분 러시아 정교회를 믿고 있다. "우드무르트"라는 명칭은 "초원 사람들"이라는 의미의 페름조어 *odo-mort에서 온 것으로 보인다. 러시아인들은 과거 이들을 오탸크인(Otyak)이라고 부르기도 했다.

## 같이 보기
- 비세르맨인